# Echávarri
Pour les articles homonymes, voir Etxabarri.
Echávarri en espagnol ou Etxabarri en basque est un village situé dans la commune d'Allín dans la Communauté forale de Navarre, en Espagne. Il est doté du statut de concejo.

## Les Hospitaliers
La seigneurie d'Echávarri est une ancienne commanderie des Hospitaliers de l'ordre de Saint-Jean de Jérusalem dont l'existence est attestée depuis le XIIe siècle et qui a fait partie du grand prieuré de Navarre au sein de la langue d'Espagne,. À partir de 1428, elle devient membre de la commanderie d'Aberin.